# ماكسي لوبيز
ماكسي لوبيز مواليد 3 أبريل 1984 في بوينس آيرس، هو لاعب كرة قدم أرجنتيني يلعب مع نادي أودينيزي كمهاجم.

## مرحلة الشباب

### أندية لعب لها
- نادي ريفر بليت

## المسيرة الاحترافية

### أندية لعب لها
- نادي أتلتيكو ريفر بليت
- نادي برشلونة
- نادي كاتانيا
- ميلان
- نادي تورينو
- أودينيزي

## روابط خارجية
- ماكسي لوبيز على موقع الاتحاد الدولي (مؤرشف)  (الإنجليزية)
- ماكسي لوبيز على موقع الاتحاد الدولي (مؤرشف)  (الإنجليزية)
- ماكسي لوبيز على موقع الاتحاد الأوربي (الإنجليزية)
- ماكسي لوبيز على موقع إي إس بي إن إف سي (الإنجليزية)
- ماكسي لوبيز على موقع قاعدة بيانات كرة القدم.إي يو (الإنجليزية)
- ماكسي لوبيز على موقع بيانات كرة القدم. دي إي (الألمانية)
- ماكسي لوبيز على موقع ليكيب (الفرنسية)
- ماكسي لوبيز على موقع Soccerway.com (الإنجليزية)
- ماكسي لوبيز على موقع عالم كرة القدم.نت (الإنجليزية)
- ماكسي لوبيز على موقع AS.com (الإسبانية)